# Mosisberg
Der Mosisberg nahe Hofstätten im rheinland-pfälzischen Landkreis Südwestpfalz ist ein etwa 610 m ü. NHN hoher Berg im zentralen Teil des Mittelgebirges Pfälzerwald und mit dem Weißenberg (609,9 m) höchster Berg des Gebirgsteils Frankenweide.

## Geographie

### Lage
Der Mosisberg liegt im Naturpark Pfälzerwald und im Biosphärenreservat Pfälzerwald. Sein Gipfel erhebt sich im Gemeindegebiet von Wilgartswiesen auf der Gemarkung des ca. 2,3 km südlich liegenden Weilers Hofstätten. Der Berg ist Teil der Frankenweide, die ein zentrales Massiv des Pfälzerwalds darstellt. Er ist der zweitnördlichste Berg einer Reihe von vier Gipfeln, die 600 m Höhe übertreffen. Im Norden ragt der Eschkopf (608,3 m) auf, nach Süden folgen der Hortenkopf (606,2 m) und der Weißenberg (609,9 m). Über Eschkopf, Mosisberg und Hortenkopf verläuft die Pfälzische Hauptwasserscheide zwischen Mosel/Mittelrhein (westlich) und Oberrhein (östlich).

### Naturräumliche Zuordnung
Der Mosisberg gehört zum Naturraum „Pfälzerwald“, der in der Systematik des von Emil Meynen und Josef Schmithüsen herausgegebenen Handbuchs der naturräumlichen Gliederung Deutschlands und seinen Nachfolgepublikationen als Großregion 3. Ordnung klassifiziert wird. Betrachtet man die Binnengliederung des Naturraums, so zählt der Mosisberg zur Frankenweide bzw. zum „Hohen Pfälzerwald“, einem Kerngebiet des Mittleren Pfälzerwalds.
Zusammenfassend folgt die naturräumliche Zuordnung des Mosisbergs damit folgender Systematik:
- Großregion 1. Ordnung: Schichtstufenland beiderseits des Oberrheingrabens
- Großregion 2. Ordnung: Pfälzisch-Saarländisches Schichtstufenland
- Großregion 3. Ordnung: Pfälzerwald
- Region 4. Ordnung (Haupteinheit): Mittlerer Pfälzerwald
- Region 5. Ordnung: Frankenweide bzw. Hoher Pfälzerwald

### Berghöhe
Der östliche Bereich der Gipfelregion des Mosisbergs mit dem 610 m hohen Gipfel wird als  Langerkopf bezeichnet. Nahe dem Ende eines über dessen Gipfelregion führenden Weges ist eine 608,7 m hohe Stelle angegeben; etwas westlich davon ist auf topographischen Karten eine unbeschriftete Höhenlinie verzeichnet, die möglicherweise die 610-m-Höhenlinie darstellt, so dass der Berg im inneren Bereich von deren Höhenring noch etwas höher sein kann. Bei Vergrößerung der topographischen Karte auf 1:3000 ist diese Stelle mit Mosisberg beschriftet und erweist sich auf Abfrage als 610 m hoch.
Im Westteil der Gipfelregion, die noch über die 602,5-m-Höhenlinie reicht, befindet sich der Felsen Preußenstein, der seinen Namen wegen der Wachposten der preußischen Armee erhielt, die während der Koalitionskriege auf dem Langerkopf standen. Vom Preußenstein etwa in Richtung Südwesten leitet die Landschaft des Mosisbergs zu seinem Sporn Badischköpfchen (595,6 m) über.

## Mosisbruch
In einer hochgelegenen Mulde, etwa 700 m südöstlich des Mosisberg-Gipfels, liegt ein Hochmoor (Hochmoor), das etwa 300 × 100 m messende Mosisbruch. An seinem Nordrand steht der Ritterstein 78, der an einen abgegangenen Waldbauernhof erinnert. Im Zentrum des Mosisbruchs entspringt auf 450 m Höhe der Bach vom Saukopf. Dieser speist unterhalb einen kleinen, früher zur Trift von Scheitholz verwendeten Woog (⊙) und mündet nach knapp 800 m von rechts in den Oberlauf des Queich-Zuflusses Wellbach.

## Schutzgebiete
Die Westflanke des Mosisbergs, dessen langgestreckter Höhenrücken vorwiegend mit Buchen und Eichen bewaldet ist, fällt – unterhalb der Landesstraße 496 – in das Fauna-Flora-Habitat-Gebiet Biosphärenreservat Pfälzerwald (FFH-Nr. 6812-301; 359,97 km²) und in das Vogelschutzgebiet Pfälzerwald (VSG-Nr. 6812-401; 30,233 km²) ab.

## US-Richtfunkanlage
Früher zog sich über die gesamte Gipfelregion des Mosisbergs eine militärische Richtfunkanlage (Radio Relay Site) der US Air Force. Auf dem östlichen Langerkopf wurde sie 2017 vollständig abgerissen. Eine Spezialfirma musste die mit Asbest kontaminierten Abfälle entsorgen. Lediglich der kleinere Funkturm steht noch und wird weiterhin genutzt.
Als Kulisse diente die Anlage in ihrem ehemaligen Zustand im Film Lost Place.

## Verkehr und Wandern
Östlich vorbei am Mosisberg führt die kurvenreiche Bundesstraße 48. Sie verläuft von Hochspeyer im Norden, durch Johanniskreuz, über die Eschkopfhochlagen, dann den Mosisberg passierend und durch das Wellbachtal führend nach Annweiler am Trifels im Süden. Am Abzweig nach Iggelbach wird eine Bushaltestelle in den Sommermonaten an Sonn- und Feiertagen je zweimal von Neustadt aus bedient. Von der B 48 zweigt etwas südsüdöstlich von Johanniskreuz und nordwestlich des Mosisbergs auf 534,3 m Höhe die Landesstraße 496 ab, die über die westlichen Hochlagen am Preußenstein nach Leimen führt. Von dieser zweigt ein kurzer Fahrweg als für die Öffentlichkeit gesperrte Stichstraße zum Preußenstein ab. Die Straßen im Mosisberg- und Eschkopfbereich werden wegen ihrer Anstiege von sportlichen Radfahrern als anspruchsvoll eingestuft.
Vom Mosisberg aus ist es möglich, bis Leimen, Kaiserslautern-Mölschbach, Elmstein und über die Forsthäuser Taubensuhl und Heldenstein bis fast nach Neustadt auf durchgehenden Höhenzügen zu wandern, ohne die 450-m-Höhenlinie zu unterschreiten. Im Übergangsbereich zum nördlich gelegenen Eschkopf verläuft in dessen Nähe die Südvariante (Donnersberg–Eschkopf–Königstuhl) des Europäischen Fernwanderwegs E8; sie wird ab Johanniskreuz über den mit der Markierung „rotes Kreuz“ gekennzeichneten Fernwanderweg Franken-Hessen-Kurpfalz unter anderem auch durch das Gebiet der Frankenweide geführt.